# Ilja Sergejewitsch Gaponow
Ilja Sergejewitsch Gaponow (russisch Илья Сергеевич Гапонов; * 25. Oktober 1997 in Orjol) ist ein russischer Fußballspieler.

## Karriere

### Verein
Gaponow begann seine Karriere bei Master-Saturn Jegorjewsk. Zur Saison 2013/14 wechselte er in die Akademie von Strogino Moskau. Zur Saison 2015/16 rückte er in den Kader der ersten Mannschaft von Strogino und debütierte im Juli 2015 für diese in der drittklassigen Perwenstwo PFL. In drei Drittligaspielzeiten kam er zu 58 Einsätzen für die Moskauer.
Zur Saison 2018/19 wechselte Gaponow innerhalb der Stadt zu Spartak Moskau, wo er zunächst für die zweitklassige Zweitmannschaft spielen sollte. Im Juli 2018 gab er gegen Awangard Kursk sein Debüt für Spartak-2 in der Perwenstwo FNL. Im September 2018 stand er gegen den FK Rostow auch erstmals im Kader der ersten Mannschaft von Spartak. Sein Debüt in der Premjer-Liga gab er schließlich im April 2019, als er am 25. Spieltag der Saison 2018/19 gegen Arsenal Tula in der Startelf stand. In seiner ersten  Saison bei Spartak kam er zu fünf Erst- und 27 Zweitligaeinsätzen, in der Saison 2019/20 spielte er vier Mal in der Premjer-Liga und 14 Mal für Spartak-2 in der zweiten Liga. In der Saison 2020/21 kam er zu elf Einsätzen in der höchsten Spielklasse, zudem spielte er zwölfmal für die Reserve.
Nachdem er bis zur Winterpause 2021/22 ausschließlich für Spartak-2 gespielt hatte, wurde er im Februar 2022 an Krylja Sowetow Samara verliehen.

### Nationalmannschaft
Gaponow absolvierte im September 2018 gegen Ägypten ein Spiel für die russische U-21-Auswahl.